# Buddha Air
Buddha Air – nepalska linia lotnicza z siedzibą w Katmandu.

## Flota
Flota Buddha Air
- 3 ATR 42-320
- 4 Beechcraft 1900D
- 1 ATR-72-500 (ATR-72-212A)